# Petrophila fulicalis
Petrophila fulicalis is een vlinder uit de familie van de grasmotten (Crambidae), uit de onderfamilie van de Acentropinae. De wetenschappelijke naam van deze soort is voor het eerst gepubliceerd in 1860 door James Brackenridge Clemens.
De soort komt voor in de Verenigde Staten.